# Attentats du 26 avril 2006 dans le Nord-Sinaï
Les attentats du 26 avril 2006 sont deux attentats-suicides commis dans le nord du Sinaï en Égypte.

## Précédent
En août 2005, un véhicule de la Force multinationale d'observateur (Multinational Force and Observers, MFO) est attaqué dans le Sinaï. Deux ressortissants canadiens sont légèrement blessés. La cellule ayant organisé les attentats de Charm el-Cheikh est soupçonnée d'en être l'instigateur.
Le 24 avril 2006, un triple attentat à la bombe a lieu dans la station balnéaire de Dahab, au sud du Sinaï. Dix-huit personnes sont mortes et plusieurs dizaines sont blessées.

## Déroulement
La première attaque a lieu près d'un aéroport de la Force multinationale d'observateur (MFO) à 11h, heure locale (9h10 TU), à El Gorah, près de la bande de Gaza Elle vise un véhicule de la MFO. La MFO comporte des troupes provenant de onze pays, chargées de veiller à l'application des accords de Camp David (1979) ayant établi le retrait d'Israël du Sinaï en échange de la paix avec l'Égypte. L'auteur de l'attentat a été tué par l'explosion. Il n'y a pas eu de victimes.
La deuxième attaque vise un véhicule de la police à 11h35 heure locale (9h25 TU) à Cheikh Zouwayed à proximité d'un commissariat situé près de la ville d'El Arich, à 35 km d’El Gorah. Son auteur a été tué lors de l'explosion, qui n'a pas provoqué d'autres dégâts.
Un échange de tirs entre des policiers et des hommes armés qui leur ont tendu une embuscade à Bilbeis, dans l'est du delta du Nil, est signalé, mais le gouverneur d'Ach-Charqiya Yahya Abdulmageed ainsi que le ministère de l'Intérieur égyptien démentent cette information[réf. nécessaire].